# Афганец (ветер)
Афга́нец — сухой, пекущий местный ветер, с пылью и песком, который дует в Центральной Азии. Имеет юго-западный характер и дует в верховьях Амударьи. Дует от нескольких суток до нескольких недель. Ранней весной с ливнями. Очень агрессивен.
В Афганистане называется кара-буран, что означает «чёрная буря» или боди шурави — «советский ветер».